# Myszków
Myszków [ˈmɨʂkuf] est une ville de la voïvodie de Silésie et du powiat de Myszków. Elle s'étend sur 73,59 km2 et comptait environ 32 721 habitants en 2010.

## Personnalités liées à la ville
- Adam Szustak, dominicain polonais.